# Tour Down Under 2014
La 16.ª edición del Tour Down Under (llamado oficialmente: Santos Tour Down Under), se celebró entre el 21 y el 26 de enero de 2014.
La carrera ciclista, que constó de 6 etapas y un recorrido de 825 km, comenzó en Nuriootpa en Australia Meridional, y terminó en un circuito de Adelaida.
La prueba fue la primera del UCI WorldTour 2014.
El ganador final fue Simon Gerrans (quien además se hizo con una etapa y la clasificación de los sprints). Le acompañaron en el podio Cadel Evans (vencedor de una etapa) y Diego Ulissi, respectivamente.
En las otras clasificaciones secundarias se impusieron Adam Hansen (montaña), Jack Haig (jóvenes) y Orica GreenEDGE (equipos).

## Equipos participantes
Tomaron parte en la carrera 20 equipos: los 18 de categoría UCI ProTeam (al ser obligada su participación) más el Profesional Continental australiano del Drapac y una Selección de Australia bajo el nombre de UniSA-Australia (con corredores de equipos de los Circuitos Continentales UCI excepto Bradley Linfield que era amateur y Caleb Ewan que en ese momento también era amateur). Formando así, en principio, un pelotón de 140 corredores de 7 ciclistas cada equipo aunque finalmente fueron 138 tras las bajas de última hora de Thomas Voeckler del Europcar (se fracturó la clavícula pocos días antes) y Giovanni Visconti del Movistar (también se fracturó, pero la tibia, en la People's Choice Classic).
| ProTeams (18)- AG2R La Mondiale - Astana - Belkin - BMC Racing Team - Cannondale - Team Europcar - FDJ.fr - Garmin-Sharp - Giant-Shimano - Katusha - Lampre-Merida - Lotto-Belisol - Movistar Team - Omega Pharma-Quick Step - Orica-GreenEDGE - Sky - Tinkoff-Saxo - Trek Factory Racing Equipo continental profesional- Drapac Professional Cycling translation for headoftableIII_translate index 39 not found- UniSA-Australia |
| |

## Carrera de exhibición

### People's Choice Classic, 19-01-2014:Adelaida-Adelaida, 50 km
Dos días antes del comienzo del Tour Down Under se disputó una clásica de exhibición, no oficial de categoría .NE, en Adelaida, en la que participaron los ciclistas que iniciaron el Tour Down Under.
| Resultados de la carrera \| Posición \| Ciclista \| Equipo \| Tiempo \| \| -------- \| ------------- \| --------------- \| --------------- \| \| 1 \| Marcel Kittel \| Giant-Shimano \| 1 h 04 min 35 s \| \| 2 \| André Greipel \| Lotto Belisol \| m.t. \| \| 3 \| Caleb Ewan \| UniSA-Australia \| m.t. \| |               |                 |                 |
| Posición | Ciclista      | Equipo          | Tiempo          |
| 1 | Marcel Kittel | Giant-Shimano   | 1 h 04 min 35 s |
| 2 | André Greipel | Lotto Belisol   | m.t.            |
| 3 | Caleb Ewan    | UniSA-Australia | m.t.            |

## Recorrido
El Tour Down Under dispuso de seis etapas para un recorrido total de 815,5 kilómetros, donde se contempla en las cinco primeras etapas algunas dificultades en varios puntos de la carrera. Así mismo, la quinta etapa terminó en la subida final a Willunga Hill con una ascensión de 3,5 kilómetros de longitud y 7% de desnivel, lo que a menudo desempeña un papel decisivo en la carrera. La etapa seis marca el final de la carrera con un circuito urbano por los alrededores del centro de Adelaida.
| Etapa     | Fecha     | Recorrido                    | type                   | Distancia (km) | Ganador       | Líder         |
| --------- | --------- | ---------------------------- | ---------------------- | -------------- | ------------- | ------------- |
| 1.ª etapa | 21 de ene | Nuriootpa – Angaston         | etapa escarpada        | 135            | Simon Gerrans | Simon Gerrans |
| 2.ª etapa | 22 de ene | McLaren Vale – Stirling      | etapa escarpada        | 150            | Diego Ulissi  | Simon Gerrans |
| 3.ª etapa | 23 de ene | Norwood – Campbelltown       | etapa escarpada        | 145            | Cadel Evans   | Cadel Evans   |
| 4.ª etapa | 24 de ene | Unley – Victor Harbor        | etapa llana            | 148,5          | André Greipel | Cadel Evans   |
| 5.ª etapa | 25 de ene | McLaren Vale – Willunga Hill | etapa de media montaña | 151,5          | Richie Porte  | Simon Gerrans |
| 6.ª etapa | 26 de ene | Adelaida – Adelaida          | etapa llana            | 85,5           | André Greipel | Simon Gerrans |

## Etapas

### Etapa 1
| Nuriootpa - Angaston | etapa escarpada | (135 km) |

| \| Clasificación de la etapa \| Clasificación de la etapa \| Clasificación de la etapa \| Clasificación de la etapa \| Clasificación de la etapa \| \| Ciclista \| Ciclista \| Equipo \| Tiempo \| \| \| ------------------------- \| ------------------------- \| ------------------------- \| ------------------------- \| ------------------------- \| \| 1.º \| Simon Gerrans \| Orica-GreenEDGE \| 3 h 20 min 34 s \| \| \| 2.º \| André Greipel \| Lotto-Belisol \| + 0 s \| \| \| 3.º \| Steele Von Hoff \| Garmin-Sharp \| + 0 s \| \| \| 4.º \| Diego Ulissi \| Lampre-Merida \| + 0 s \| \| \| 5.º \| Maxime Bouet \| AG2R La Mondiale \| + 0 s \| \| \| 6.º \| Francesco Gavazzi \| Astana \| + 0 s \| \| \| 7.º \| Simon Geschke \| Giant-Shimano \| + 0 s \| \| \| 8.º \| Rafa Valls \| Lampre-Merida \| + 0 s \| \| \| 9.º \| Cadel Evans \| BMC Racing Team \| + 0 s \| \| \| 10.º \| Robert Gesink \| Belkin \| + 0 s \| \| |                   |                  |                 |
| |                   |                  |                 |
| |                   |                  |                 |
| Clasificación de la etapa |                   |                  |                 |
| Ciclista | Ciclista          | Equipo           | Tiempo          |
| 1.º | Simon Gerrans     | Orica-GreenEDGE  | 3 h 20 min 34 s |
| 2.º | André Greipel     | Lotto-Belisol    | + 0 s           |
| 3.º | Steele Von Hoff   | Garmin-Sharp     | + 0 s           |
| 4.º | Diego Ulissi      | Lampre-Merida    | + 0 s           |
| 5.º | Maxime Bouet      | AG2R La Mondiale | + 0 s           |
| 6.º | Francesco Gavazzi | Astana           | + 0 s           |
| 7.º | Simon Geschke     | Giant-Shimano    | + 0 s           |
| 8.º | Rafa Valls        | Lampre-Merida    | + 0 s           |
| 9.º | Cadel Evans       | BMC Racing Team  | + 0 s           |
| 10.º | Robert Gesink     | Belkin           | + 0 s           |

| \| Clasificación general \| Clasificación general \| Clasificación general \| Clasificación general \| Clasificación general \| \| Ciclista \| Ciclista \| Equipo \| Tiempo \| \| \| --------------------- \| --------------------- \| --------------------- \| --------------------- \| --------------------- \| \| 1.º \| Simon Gerrans \| Orica-GreenEDGE \| 3 h 20 min 23 s \| \| \| 2.º \| André Greipel \| Lotto-Belisol \| + 5 s \| \| \| 3.º \| Steele Von Hoff \| Garmin-Sharp \| + 7 s \| \| \| 4.º \| Simon Geschke \| Giant-Shimano \| + 10 s \| \| \| 5.º \| Diego Ulissi \| Lampre-Merida \| + 11 s \| \| \| 6.º \| Maxime Bouet \| AG2R La Mondiale \| + 11 s \| \| \| 7.º \| Francesco Gavazzi \| Astana \| + 11 s \| \| \| 8.º \| Rafa Valls \| Lampre-Merida \| + 11 s \| \| \| 9.º \| Cadel Evans \| BMC Racing Team \| + 11 s \| \| \| 10.º \| Robert Gesink \| Belkin \| + 11 s \| \| |                   |                  |                 |
| |                   |                  |                 |
| |                   |                  |                 |
| Clasificación general |                   |                  |                 |
| Ciclista | Ciclista          | Equipo           | Tiempo          |
| 1.º | Simon Gerrans     | Orica-GreenEDGE  | 3 h 20 min 23 s |
| 2.º | André Greipel     | Lotto-Belisol    | + 5 s           |
| 3.º | Steele Von Hoff   | Garmin-Sharp     | + 7 s           |
| 4.º | Simon Geschke     | Giant-Shimano    | + 10 s          |
| 5.º | Diego Ulissi      | Lampre-Merida    | + 11 s          |
| 6.º | Maxime Bouet      | AG2R La Mondiale | + 11 s          |
| 7.º | Francesco Gavazzi | Astana           | + 11 s          |
| 8.º | Rafa Valls        | Lampre-Merida    | + 11 s          |
| 9.º | Cadel Evans       | BMC Racing Team  | + 11 s          |
| 10.º | Robert Gesink     | Belkin           | + 11 s          |

### Etapa 2
| McLaren Vale - Stirling | etapa escarpada | (150 km) |

| \| Clasificación de la etapa \| Clasificación de la etapa \| Clasificación de la etapa \| Clasificación de la etapa \| Clasificación de la etapa \| \| Ciclista \| Ciclista \| Equipo \| Tiempo \| \| \| ------------------------- \| ------------------------- \| ------------------------- \| ------------------------- \| ------------------------- \| \| 1.º \| Diego Ulissi \| Lampre-Merida \| 3 h 52 min 14 s \| \| \| 2.º \| Simon Gerrans \| Orica-GreenEDGE \| + 0 s \| \| \| 3.º \| Cadel Evans \| BMC Racing Team \| + 0 s \| \| \| 4.º \| Francesco Gavazzi \| Astana \| + 0 s \| \| \| 5.º \| Robert Gesink \| Belkin \| + 0 s \| \| \| 6.º \| Richie Porte \| Team Sky \| + 0 s \| \| \| 7.º \| Ben Hermans \| BMC Racing Team \| + 0 s \| \| \| 8.º \| Fabio Felline \| Trek Factory Racing \| + 0 s \| \| \| 9.º \| Javi Moreno Bazán \| Movistar Team \| + 0 s \| \| \| 10.º \| Daryl Impey \| Orica-GreenEDGE \| + 0 s \| \| |                   |                     |                 |
| |                   |                     |                 |
| |                   |                     |                 |
| Clasificación de la etapa |                   |                     |                 |
| Ciclista | Ciclista          | Equipo              | Tiempo          |
| 1.º | Diego Ulissi      | Lampre-Merida       | 3 h 52 min 14 s |
| 2.º | Simon Gerrans     | Orica-GreenEDGE     | + 0 s           |
| 3.º | Cadel Evans       | BMC Racing Team     | + 0 s           |
| 4.º | Francesco Gavazzi | Astana              | + 0 s           |
| 5.º | Robert Gesink     | Belkin              | + 0 s           |
| 6.º | Richie Porte      | Team Sky            | + 0 s           |
| 7.º | Ben Hermans       | BMC Racing Team     | + 0 s           |
| 8.º | Fabio Felline     | Trek Factory Racing | + 0 s           |
| 9.º | Javi Moreno Bazán | Movistar Team       | + 0 s           |
| 10.º | Daryl Impey       | Orica-GreenEDGE     | + 0 s           |

| \| Clasificación general \| Clasificación general \| Clasificación general \| Clasificación general \| Clasificación general \| \| Ciclista \| Ciclista \| Equipo \| Tiempo \| \| \| --------------------- \| --------------------- \| --------------------- \| --------------------- \| --------------------- \| \| 1.º \| Simon Gerrans \| Orica-GreenEDGE \| 7 h 12 min 31 s \| \| \| 2.º \| Diego Ulissi \| Lampre-Merida \| + 7 s \| \| \| 3.º \| André Greipel \| Lotto-Belisol \| + 11 s \| \| \| 4.º \| Cadel Evans \| BMC Racing Team \| + 13 s \| \| \| 5.º \| Steele Von Hoff \| Garmin-Sharp \| + 13 s \| \| \| 6.º \| Simon Geschke \| Giant-Shimano \| + 16 s \| \| \| 7.º \| Francesco Gavazzi \| Astana \| + 17 s \| \| \| 8.º \| Robert Gesink \| Belkin \| + 17 s \| \| \| 9.º \| Maxime Bouet \| AG2R La Mondiale \| + 17 s \| \| \| 10.º \| Geraint Thomas \| Team Sky \| + 17 s \| \| |                   |                  |                 |
| |                   |                  |                 |
| |                   |                  |                 |
| Clasificación general |                   |                  |                 |
| Ciclista | Ciclista          | Equipo           | Tiempo          |
| 1.º | Simon Gerrans     | Orica-GreenEDGE  | 7 h 12 min 31 s |
| 2.º | Diego Ulissi      | Lampre-Merida    | + 7 s           |
| 3.º | André Greipel     | Lotto-Belisol    | + 11 s          |
| 4.º | Cadel Evans       | BMC Racing Team  | + 13 s          |
| 5.º | Steele Von Hoff   | Garmin-Sharp     | + 13 s          |
| 6.º | Simon Geschke     | Giant-Shimano    | + 16 s          |
| 7.º | Francesco Gavazzi | Astana           | + 17 s          |
| 8.º | Robert Gesink     | Belkin           | + 17 s          |
| 9.º | Maxime Bouet      | AG2R La Mondiale | + 17 s          |
| 10.º | Geraint Thomas    | Team Sky         | + 17 s          |

### Etapa 3
| Norwood - Campbelltown | etapa escarpada | (145 km) |

| \| Clasificación de la etapa \| Clasificación de la etapa \| Clasificación de la etapa \| Clasificación de la etapa \| Clasificación de la etapa \| \| Ciclista \| Ciclista \| Equipo \| Tiempo \| \| \| ------------------------- \| ------------------------- \| ------------------------- \| ------------------------- \| ------------------------- \| \| 1.º \| Cadel Evans \| BMC Racing Team \| 3 h 34 min 05 s \| \| \| 2.º \| Nathan Haas \| Garmin-Sharp \| + 15 s \| \| \| 3.º \| Diego Ulissi \| Lampre-Merida \| + 15 s \| \| \| 4.º \| Adam Hansen \| Lotto-Belisol \| + 15 s \| \| \| 5.º \| Simon Gerrans \| Orica-GreenEDGE \| + 15 s \| \| \| 6.º \| Rory Sutherland \| Tinkoff-Saxo \| + 15 s \| \| \| 7.º \| Brent Bookwalter \| BMC Racing Team \| + 15 s \| \| \| 8.º \| Ben Hermans \| BMC Racing Team \| + 15 s \| \| \| 9.º \| Daryl Impey \| Orica-GreenEDGE \| + 15 s \| \| \| 10.º \| Robert Gesink \| Belkin \| + 15 s \| \| |                  |                 |                 |
| |                  |                 |                 |
| |                  |                 |                 |
| Clasificación de la etapa |                  |                 |                 |
| Ciclista | Ciclista         | Equipo          | Tiempo          |
| 1.º | Cadel Evans      | BMC Racing Team | 3 h 34 min 05 s |
| 2.º | Nathan Haas      | Garmin-Sharp    | + 15 s          |
| 3.º | Diego Ulissi     | Lampre-Merida   | + 15 s          |
| 4.º | Adam Hansen      | Lotto-Belisol   | + 15 s          |
| 5.º | Simon Gerrans    | Orica-GreenEDGE | + 15 s          |
| 6.º | Rory Sutherland  | Tinkoff-Saxo    | + 15 s          |
| 7.º | Brent Bookwalter | BMC Racing Team | + 15 s          |
| 8.º | Ben Hermans      | BMC Racing Team | + 15 s          |
| 9.º | Daryl Impey      | Orica-GreenEDGE | + 15 s          |
| 10.º | Robert Gesink    | Belkin          | + 15 s          |

| \| Clasificación general \| Clasificación general \| Clasificación general \| Clasificación general \| Clasificación general \| \| Ciclista \| Ciclista \| Equipo \| Tiempo \| \| \| --------------------- \| --------------------- \| --------------------- \| --------------------- \| --------------------- \| \| 1.º \| Cadel Evans \| BMC Racing Team \| 10 h 46 min 39 s \| \| \| 2.º \| Simon Gerrans \| Orica-GreenEDGE \| + 12 s \| \| \| 3.º \| Diego Ulissi \| Lampre-Merida \| + 15 s \| \| \| 4.º \| Nathan Haas \| Garmin-Sharp \| + 27 s \| \| \| 5.º \| Robert Gesink \| Belkin \| + 29 s \| \| \| 6.º \| Geraint Thomas \| Team Sky \| + 29 s \| \| \| 7.º \| Daryl Impey \| Orica-GreenEDGE \| + 33 s \| \| \| 8.º \| Brent Bookwalter \| BMC Racing Team \| + 33 s \| \| \| 9.º \| Rory Sutherland \| Tinkoff-Saxo \| + 33 s \| \| \| 10.º \| Ben Hermans \| BMC Racing Team \| + 33 s \| \| |                  |                 |                  |
| |                  |                 |                  |
| |                  |                 |                  |
| Clasificación general |                  |                 |                  |
| Ciclista | Ciclista         | Equipo          | Tiempo           |
| 1.º | Cadel Evans      | BMC Racing Team | 10 h 46 min 39 s |
| 2.º | Simon Gerrans    | Orica-GreenEDGE | + 12 s           |
| 3.º | Diego Ulissi     | Lampre-Merida   | + 15 s           |
| 4.º | Nathan Haas      | Garmin-Sharp    | + 27 s           |
| 5.º | Robert Gesink    | Belkin          | + 29 s           |
| 6.º | Geraint Thomas   | Team Sky        | + 29 s           |
| 7.º | Daryl Impey      | Orica-GreenEDGE | + 33 s           |
| 8.º | Brent Bookwalter | BMC Racing Team | + 33 s           |
| 9.º | Rory Sutherland  | Tinkoff-Saxo    | + 33 s           |
| 10.º | Ben Hermans      | BMC Racing Team | + 33 s           |

### Etapa 4
| Unley - Victor Harbor | etapa llana | (148,5 km) |

| \| Clasificación de la etapa \| Clasificación de la etapa \| Clasificación de la etapa \| Clasificación de la etapa \| Clasificación de la etapa \| \| Ciclista \| Ciclista \| Equipo \| Tiempo \| \| \| ------------------------- \| ------------------------- \| ------------------------- \| ------------------------- \| ------------------------- \| \| 1.º \| André Greipel \| Lotto-Belisol \| 3 h 33 min 07 s \| \| \| 2.º \| Jürgen Roelandts \| Lotto-Belisol \| + 0 s \| \| \| 3.º \| Elia Viviani \| Cannondale \| + 0 s \| \| \| 4.º \| Simon Gerrans \| Orica-GreenEDGE \| + 0 s \| \| \| 5.º \| Nathan Haas \| Garmin-Sharp \| + 0 s \| \| \| 6.º \| Daryl Impey \| Orica-GreenEDGE \| + 0 s \| \| \| 7.º \| Maxime Bouet \| AG2R La Mondiale \| + 0 s \| \| \| 8.º \| Nikolái Trusov \| Tinkoff-Saxo \| + 0 s \| \| \| 9.º \| Anthony Roux \| FDJ.fr \| + 0 s \| \| \| 10.º \| Francesco Gavazzi \| Astana \| + 0 s \| \| |                   |                  |                 |
| |                   |                  |                 |
| |                   |                  |                 |
| Clasificación de la etapa |                   |                  |                 |
| Ciclista | Ciclista          | Equipo           | Tiempo          |
| 1.º | André Greipel     | Lotto-Belisol    | 3 h 33 min 07 s |
| 2.º | Jürgen Roelandts  | Lotto-Belisol    | + 0 s           |
| 3.º | Elia Viviani      | Cannondale       | + 0 s           |
| 4.º | Simon Gerrans     | Orica-GreenEDGE  | + 0 s           |
| 5.º | Nathan Haas       | Garmin-Sharp     | + 0 s           |
| 6.º | Daryl Impey       | Orica-GreenEDGE  | + 0 s           |
| 7.º | Maxime Bouet      | AG2R La Mondiale | + 0 s           |
| 8.º | Nikolái Trusov    | Tinkoff-Saxo     | + 0 s           |
| 9.º | Anthony Roux      | FDJ.fr           | + 0 s           |
| 10.º | Francesco Gavazzi | Astana           | + 0 s           |

| \| Clasificación general \| Clasificación general \| Clasificación general \| Clasificación general \| Clasificación general \| \| Ciclista \| Ciclista \| Equipo \| Tiempo \| \| \| --------------------- \| --------------------- \| --------------------- \| --------------------- \| --------------------- \| \| 1.º \| Cadel Evans \| BMC Racing Team \| 14 h 19 min 46 s \| \| \| 2.º \| Simon Gerrans \| Orica-GreenEDGE \| + 7 s \| \| \| 3.º \| Diego Ulissi \| Lampre-Merida \| + 14 s \| \| \| 4.º \| Nathan Haas \| Garmin-Sharp \| + 23 s \| \| \| 5.º \| Robert Gesink \| Belkin \| + 29 s \| \| \| 6.º \| Geraint Thomas \| Team Sky \| + 29 s \| \| \| 7.º \| Daryl Impey \| Orica-GreenEDGE \| + 33 s \| \| \| 8.º \| Brent Bookwalter \| BMC Racing Team \| + 33 s \| \| \| 9.º \| Rory Sutherland \| Tinkoff-Saxo \| + 33 s \| \| \| 10.º \| Richie Porte \| Team Sky \| + 33 s \| \| |                  |                 |                  |
| |                  |                 |                  |
| |                  |                 |                  |
| Clasificación general |                  |                 |                  |
| Ciclista | Ciclista         | Equipo          | Tiempo           |
| 1.º | Cadel Evans      | BMC Racing Team | 14 h 19 min 46 s |
| 2.º | Simon Gerrans    | Orica-GreenEDGE | + 7 s            |
| 3.º | Diego Ulissi     | Lampre-Merida   | + 14 s           |
| 4.º | Nathan Haas      | Garmin-Sharp    | + 23 s           |
| 5.º | Robert Gesink    | Belkin          | + 29 s           |
| 6.º | Geraint Thomas   | Team Sky        | + 29 s           |
| 7.º | Daryl Impey      | Orica-GreenEDGE | + 33 s           |
| 8.º | Brent Bookwalter | BMC Racing Team | + 33 s           |
| 9.º | Rory Sutherland  | Tinkoff-Saxo    | + 33 s           |
| 10.º | Richie Porte     | Team Sky        | + 33 s           |

### Etapa 5
| McLaren Vale - Willunga Hill | etapa de media montaña | (151,5 km) |

| \| Clasificación de la etapa \| Clasificación de la etapa \| Clasificación de la etapa \| Clasificación de la etapa \| Clasificación de la etapa \| \| Ciclista \| Ciclista \| Equipo \| Tiempo \| \| \| ------------------------- \| ------------------------- \| ------------------------- \| ------------------------- \| ------------------------- \| \| 1.º \| Richie Porte \| Team Sky \| 3 h 42 min 20 s \| \| \| 2.º \| Diego Ulissi \| Lampre-Merida \| + 10 s \| \| \| 3.º \| Simon Gerrans \| Orica-GreenEDGE \| + 10 s \| \| \| 4.º \| Robert Gesink \| Belkin \| + 14 s \| \| \| 5.º \| Daryl Impey \| Orica-GreenEDGE \| + 14 s \| \| \| 6.º \| Cadel Evans \| BMC Racing Team \| + 14 s \| \| \| 7.º \| Nathan Haas \| Garmin-Sharp \| + 17 s \| \| \| 8.º \| Yegor Silin \| Katusha \| + 17 s \| \| \| 9.º \| Adam Hansen \| Lotto-Belisol \| + 17 s \| \| \| 10.º \| Geraint Thomas \| Team Sky \| + 21 s \| \| |                |                 |                 |
| |                |                 |                 |
| |                |                 |                 |
| Clasificación de la etapa |                |                 |                 |
| Ciclista | Ciclista       | Equipo          | Tiempo          |
| 1.º | Richie Porte   | Team Sky        | 3 h 42 min 20 s |
| 2.º | Diego Ulissi   | Lampre-Merida   | + 10 s          |
| 3.º | Simon Gerrans  | Orica-GreenEDGE | + 10 s          |
| 4.º | Robert Gesink  | Belkin          | + 14 s          |
| 5.º | Daryl Impey    | Orica-GreenEDGE | + 14 s          |
| 6.º | Cadel Evans    | BMC Racing Team | + 14 s          |
| 7.º | Nathan Haas    | Garmin-Sharp    | + 17 s          |
| 8.º | Yegor Silin    | Katusha         | + 17 s          |
| 9.º | Adam Hansen    | Lotto-Belisol   | + 17 s          |
| 10.º | Geraint Thomas | Team Sky        | + 21 s          |

| \| Clasificación general \| Clasificación general \| Clasificación general \| Clasificación general \| Clasificación general \| \| Ciclista \| Ciclista \| Equipo \| Tiempo \| \| \| --------------------- \| --------------------- \| --------------------- \| --------------------- \| --------------------- \| \| 1.º \| Simon Gerrans \| Orica-GreenEDGE \| 18 h 02 min 19 s \| \| \| 2.º \| Cadel Evans \| BMC Racing Team \| + 1 s \| \| \| 3.º \| Diego Ulissi \| Lampre-Merida \| + 5 s \| \| \| 4.º \| Richie Porte \| Team Sky \| + 10 s \| \| \| 5.º \| Nathan Haas \| Garmin-Sharp \| + 27 s \| \| \| 6.º \| Robert Gesink \| Belkin \| + 30 s \| \| \| 7.º \| Daryl Impey \| Orica-GreenEDGE \| + 34 s \| \| \| 8.º \| Adam Hansen \| Lotto-Belisol \| + 37 s \| \| \| 9.º \| Geraint Thomas \| Team Sky \| + 37 s \| \| \| 10.º \| Yegor Silin \| Katusha \| + 37 s \| \| |                |                 |                  |
| |                |                 |                  |
| |                |                 |                  |
| Clasificación general |                |                 |                  |
| Ciclista | Ciclista       | Equipo          | Tiempo           |
| 1.º | Simon Gerrans  | Orica-GreenEDGE | 18 h 02 min 19 s |
| 2.º | Cadel Evans    | BMC Racing Team | + 1 s            |
| 3.º | Diego Ulissi   | Lampre-Merida   | + 5 s            |
| 4.º | Richie Porte   | Team Sky        | + 10 s           |
| 5.º | Nathan Haas    | Garmin-Sharp    | + 27 s           |
| 6.º | Robert Gesink  | Belkin          | + 30 s           |
| 7.º | Daryl Impey    | Orica-GreenEDGE | + 34 s           |
| 8.º | Adam Hansen    | Lotto-Belisol   | + 37 s           |
| 9.º | Geraint Thomas | Team Sky        | + 37 s           |
| 10.º | Yegor Silin    | Katusha         | + 37 s           |

### Etapa 6
| Adelaida - Adelaida | etapa llana | (85,5 km) |

| \| Clasificación de la etapa \| Clasificación de la etapa \| Clasificación de la etapa \| Clasificación de la etapa \| Clasificación de la etapa \| \| Ciclista \| Ciclista \| Equipo \| Tiempo \| \| \| ------------------------- \| ------------------------- \| --------------------------- \| ------------------------- \| ------------------------- \| \| 1.º \| André Greipel \| Lotto-Belisol \| 1 h 55 min 16 s \| \| \| 2.º \| Mark Renshaw \| Omega Pharma-Quick Step \| + 0 s \| \| \| 3.º \| Andrew Fenn \| Omega Pharma-Quick Step \| + 0 s \| \| \| 4.º \| Koen De Kort \| Giant-Shimano \| + 0 s \| \| \| 5.º \| Jonathan Cantwell \| Drapac Professional Cycling \| + 0 s \| \| \| 6.º \| Matthew Goss \| Orica-GreenEDGE \| + 0 s \| \| \| 7.º \| Nathan Haas \| Garmin-Sharp \| + 0 s \| \| \| 8.º \| Jürgen Roelandts \| Lotto-Belisol \| + 0 s \| \| \| 9.º \| Michal Kolář \| Tinkoff-Saxo \| + 0 s \| \| \| 10.º \| Mathew Hayman \| Orica-GreenEDGE \| + 0 s \| \| |                   |                             |                 |
| |                   |                             |                 |
| |                   |                             |                 |
| Clasificación de la etapa |                   |                             |                 |
| Ciclista | Ciclista          | Equipo                      | Tiempo          |
| 1.º | André Greipel     | Lotto-Belisol               | 1 h 55 min 16 s |
| 2.º | Mark Renshaw      | Omega Pharma-Quick Step     | + 0 s           |
| 3.º | Andrew Fenn       | Omega Pharma-Quick Step     | + 0 s           |
| 4.º | Koen De Kort      | Giant-Shimano               | + 0 s           |
| 5.º | Jonathan Cantwell | Drapac Professional Cycling | + 0 s           |
| 6.º | Matthew Goss      | Orica-GreenEDGE             | + 0 s           |
| 7.º | Nathan Haas       | Garmin-Sharp                | + 0 s           |
| 8.º | Jürgen Roelandts  | Lotto-Belisol               | + 0 s           |
| 9.º | Michal Kolář      | Tinkoff-Saxo                | + 0 s           |
| 10.º | Mathew Hayman     | Orica-GreenEDGE             | + 0 s           |

| \| Clasificación general \| Clasificación general \| Clasificación general \| Clasificación general \| Clasificación general \| \| Ciclista \| Ciclista \| Equipo \| Tiempo \| \| \| --------------------- \| --------------------- \| --------------------- \| --------------------- \| --------------------- \| \| 1.º \| Simon Gerrans \| Orica-GreenEDGE \| 19 h 57 min 35 s \| \| \| 2.º \| Cadel Evans \| BMC Racing Team \| + 1 s \| \| \| 3.º \| Diego Ulissi \| Lampre-Merida \| + 5 s \| \| \| 4.º \| Richie Porte \| Team Sky \| + 10 s \| \| \| 5.º \| Nathan Haas \| Garmin-Sharp \| + 27 s \| \| \| 6.º \| Robert Gesink \| Belkin \| + 30 s \| \| \| 7.º \| Daryl Impey \| Orica-GreenEDGE \| + 34 s \| \| \| 8.º \| Geraint Thomas \| Team Sky \| + 37 s \| \| \| 9.º \| Adam Hansen \| Lotto-Belisol \| + 37 s \| \| \| 10.º \| Yegor Silin \| Katusha \| + 47 s \| \| |                |                 |                  |
| |                |                 |                  |
| |                |                 |                  |
| Clasificación general |                |                 |                  |
| Ciclista | Ciclista       | Equipo          | Tiempo           |
| 1.º | Simon Gerrans  | Orica-GreenEDGE | 19 h 57 min 35 s |
| 2.º | Cadel Evans    | BMC Racing Team | + 1 s            |
| 3.º | Diego Ulissi   | Lampre-Merida   | + 5 s            |
| 4.º | Richie Porte   | Team Sky        | + 10 s           |
| 5.º | Nathan Haas    | Garmin-Sharp    | + 27 s           |
| 6.º | Robert Gesink  | Belkin          | + 30 s           |
| 7.º | Daryl Impey    | Orica-GreenEDGE | + 34 s           |
| 8.º | Geraint Thomas | Team Sky        | + 37 s           |
| 9.º | Adam Hansen    | Lotto-Belisol   | + 37 s           |
| 10.º | Yegor Silin    | Katusha         | + 47 s           |

## Clasificaciones finales

### Clasificación general
| \| Clasificación general \| Clasificación general \| Clasificación general \| Clasificación general \| Clasificación general \| \| Ciclista \| Ciclista \| Equipo \| Tiempo \| \| \| --------------------- \| --------------------- \| --------------------- \| --------------------- \| --------------------- \| \| 1.º \| Simon Gerrans \| Orica-GreenEDGE \| 19 h 57 min 35 s \| \| \| 2.º \| Cadel Evans \| BMC Racing Team \| + 1 s \| \| \| 3.º \| Diego Ulissi \| Lampre-Merida \| + 5 s \| \| \| 4.º \| Richie Porte \| Team Sky \| + 10 s \| \| \| 5.º \| Nathan Haas \| Garmin-Sharp \| + 27 s \| \| \| 6.º \| Robert Gesink \| Belkin \| + 30 s \| \| \| 7.º \| Daryl Impey \| Orica-GreenEDGE \| + 34 s \| \| \| 8.º \| Geraint Thomas \| Team Sky \| + 37 s \| \| \| 9.º \| Adam Hansen \| Lotto-Belisol \| + 37 s \| \| \| 10.º \| Yegor Silin \| Katusha \| + 47 s \| \| |                |                 |                  |
| |                |                 |                  |
| Fuente: ProCyclingStats |                |                 |                  |
| Clasificación general |                |                 |                  |
| Ciclista | Ciclista       | Equipo          | Tiempo           |
| 1.º | Simon Gerrans  | Orica-GreenEDGE | 19 h 57 min 35 s |
| 2.º | Cadel Evans    | BMC Racing Team | + 1 s            |
| 3.º | Diego Ulissi   | Lampre-Merida   | + 5 s            |
| 4.º | Richie Porte   | Team Sky        | + 10 s           |
| 5.º | Nathan Haas    | Garmin-Sharp    | + 27 s           |
| 6.º | Robert Gesink  | Belkin          | + 30 s           |
| 7.º | Daryl Impey    | Orica-GreenEDGE | + 34 s           |
| 8.º | Geraint Thomas | Team Sky        | + 37 s           |
| 9.º | Adam Hansen    | Lotto-Belisol   | + 37 s           |
| 10.º | Yegor Silin    | Katusha         | + 47 s           |

### Clasificación de la montaña
| Clasificación de la montaña | Clasificación de la montaña | Clasificación de la montaña | Clasificación de la montaña | Clasificación de la montaña |
| Ciclista                    | Ciclista                    | Equipo                      | Puntos                      |                             |
| --------------------------- | --------------------------- | --------------------------- | --------------------------- | --------------------------- |
| 1.º                         | Adam Hansen                 | Lotto-Belisol               | 28 pts                      |                             |
| 2.º                         | Axel Domont                 | AG2R La Mondiale            | 28 pts                      |                             |
| 3.º                         | Richie Porte                | Team Sky                    | 28 pts                      |                             |
| 4.º                         | William Clarke              | Drapac Professional Cycling | 20 pts                      |                             |
| 5.º                         | Simon Gerrans               | Orica-GreenEDGE             | 20 pts                      |                             |

### Clasificación de las metas volantes
| Clasificación por puntos | Clasificación por puntos | Clasificación por puntos | Clasificación por puntos | Clasificación por puntos |
| Ciclista                 | Ciclista                 | Equipo                   | Puntos                   |                          |
| ------------------------ | ------------------------ | ------------------------ | ------------------------ | ------------------------ |
| 1.º                      | Simon Gerrans            | Orica-GreenEDGE          | 75 pts                   |                          |
| 2.º                      | Diego Ulissi             | Lampre-Merida            | 56 pts                   |                          |
| 3.º                      | Nathan Haas              | Garmin-Sharp             | 50 pts                   |                          |
| 4.º                      | Cadel Evans              | BMC Racing Team          | 45 pts                   |                          |
| 5.º                      | André Greipel            | Lotto-Belisol            | 44 pts                   |                          |

### Clasificación de los jóvenes
| Clasificación del mejor joven | Clasificación del mejor joven | Clasificación del mejor joven | Clasificación del mejor joven | Clasificación del mejor joven |
| Ciclista                      | Ciclista                      | Equipo                        | Tiempo                        |                               |
| ----------------------------- | ----------------------------- | ----------------------------- | ----------------------------- | ----------------------------- |
| 1.º                           | Jack Haig                     | Avanti                        | 19 h 59 min 43 s              |                               |
| 2.º                           | Carlos Verona                 | Omega Pharma-Quick Step       | + 1 min 09 s                  |                               |
| 3.º                           | Kenny Elissonde               | FDJ.fr                        | + 20 min 56 s                 |                               |
| 4.º                           | Julian Alaphilippe            | Omega Pharma-Quick Step       | + 21 min 18 s                 |                               |
| 5.º                           | Luca Wackermann               | Lampre-Merida                 | + 21 min 21 s                 |                               |

### Clasificación por equipos
| Clasificación por equipos | Clasificación por equipos   | Clasificación por equipos | Clasificación por equipos |
| Equipo                    | Equipo                      | Tiempo                    |                           |
| ------------------------- | --------------------------- | ------------------------- | ------------------------- |
| 1.º                       | Orica-GreenEDGE             | 59 h 58 min 46 s          |                           |
| 2.º                       | BMC Racing Team             | + 28 s                    |                           |
| 3.º                       | Drapac Professional Cycling | + 3 min 58 s              |                           |
| 4.º                       | Sky                         | + 4 min 25 s              |                           |
| 5.º                       | Omega Pharma-Quick Step     | + 4 min 34 s              |                           |

## Evolución de las clasificaciones
| Etapa (Vencedor)          | Clasificación general | Clasificación de la montaña | Clasificación de los sprints | Clasificación de los jóvenes | Clasificación por equipos | Trofeo del más agresivo |
| ------------------------- | --------------------- | --------------------------- | ---------------------------- | ---------------------------- | ------------------------- | ----------------------- |
| 1.ª etapa (Simon Gerrans) | Simon Gerrans         | Adam Hansen                 | Simon Gerrans                | Carlos Verona                | Lampre-Merida             | William Clarke          |
| 2.ª etapa (Diego Ulissi)  | Simon Gerrans         | Adam Hansen                 | Simon Gerrans                | Carlos Verona                | Lampre-Merida             | William Clarke          |
| 3.ª etapa (Cadel Evans)   | Cadel Evans           | Adam Hansen                 | Simon Gerrans                | Kenny Elissonde              | BMC Racing                | Jens Voigt              |
| 4.ª etapa (André Greipel) | Cadel Evans           | Adam Hansen                 | Simon Gerrans                | Jack Haig                    | BMC Racing                | Cameron Wurf            |
| 5.ª etapa (Richie Porte)  | Simon Gerrans         | Adam Hansen                 | Simon Gerrans                | Jack Haig                    | Orica GreenEDGE           | Jens Voigt              |
| 6.ª etapa (André Greipel) | Simon Gerrans         | Adam Hansen                 | Simon Gerrans                | Jack Haig                    | Orica GreenEDGE           | William Clarke          |
| Final                     | Simon Gerrans         | Adam Hansen                 | Simon Gerrans                | Jack Haig                    | Orica GreenEDGE           | William Clarke          |

## UCI World Tour
El Tour Down Under otorgó puntos para el UCI WorldTour 2014, solamente para corredores de equipos UCI ProTeam. Las siguientes tablas son el baremo de puntuación y los corredores que obtuvieron puntos:
| Posición              | 1.º | 2.º | 3.º | 4.º | 5.º | 6.º | 7.º | 8.º | 9.º | 10.º |
| Clasificación general | 100 | 80  | 70  | 60  | 50  | 40  | 30  | 20  | 10  | 4    |
| Por etapa             | 6   | 4   | 2   | 1   | 1   |     |     |     |     |      |

| Ciclista       | Equipo          | Puntos |
| -------------- | --------------- | ------ |
| Simon Gerrans  | Orica GreenEDGE | 114    |
| Cadel Evans    | BMC Racing      | 88     |
| Diego Ulissi   | Lampre-Merida   | 83     |
| Richie Porte   | Sky             | 66     |
| Nathan Haas    | Garmin Sharp    | 55     |
| Robert Gesink  | Belkin          | 42     |
| Daryl Impey    | Orica GreenEDGE | 31     |
| Geraint Thomas | Sky             | 20     |
| André Greipel  | Lotto Belisol   | 16     |
| Adam Hansen    | Lotto Belisol   | 11     |

| Resto de corredores | Resto de corredores     | Resto de corredores | Resto de corredores |
| ------------------- | ----------------------- | ------------------- | ------------------- |
| Ciclista            | Equipo                  | Puntos              |                     |
| Mark Renshaw        | Omega Pharma-Quick Step | 4                   |                     |
| Jürgen Roelandts    | Lotto Belisol           | 4                   |                     |
| Egor Silin          | Katusha                 | 4                   |                     |
| Andrew Fenn         | Omega Pharma-Quick Step | 2                   |                     |
| Elia Viviani        | Cannondale              | 2                   |                     |
| Steele Von Hoff     | Garmin Sharp            | 2                   |                     |
| Maxime Bouet        | Ag2r La Mondiale        | 1                   |                     |
| Koen de Kort        | Giant-Shimano           | 1                   |                     |
| Francesco Gavazzi   | Astana                  | 1                   |                     |